# Espite
Espite est une paroisse (freguesia) portugaise située dans le District de Santarém.
Avec une superficie de 19,7 km2 et une population de 1 275 habitants (2001), la paroisse possède une densité de 67,2 hab/km2.

## Localités
La paroisse d'Espite est composée de 25 localités :
- Arieiro
- Barreira das Cortes
- Braga
- Brejieiras
- Brejo
- Carvalhal
- Casal do Monte
- Castelo
- Chã
- Cortes
- Costa
- Cumeeira
- Espite
- Falgar
- Freiria
- Jardoeira
- Ladeira
- Maia
- Pinhais Novos
- Pinhal Carreira
- Salgueiral
- Sesmarias
- Vale da Mó
- Vale do Freixo
- Vale Joana

## Population
Au mois d'Août, dans les alentours, il y a un grand nombre d'émigrants qui viennent de France, de Belgique ou du Luxembourg.